# 솔방울

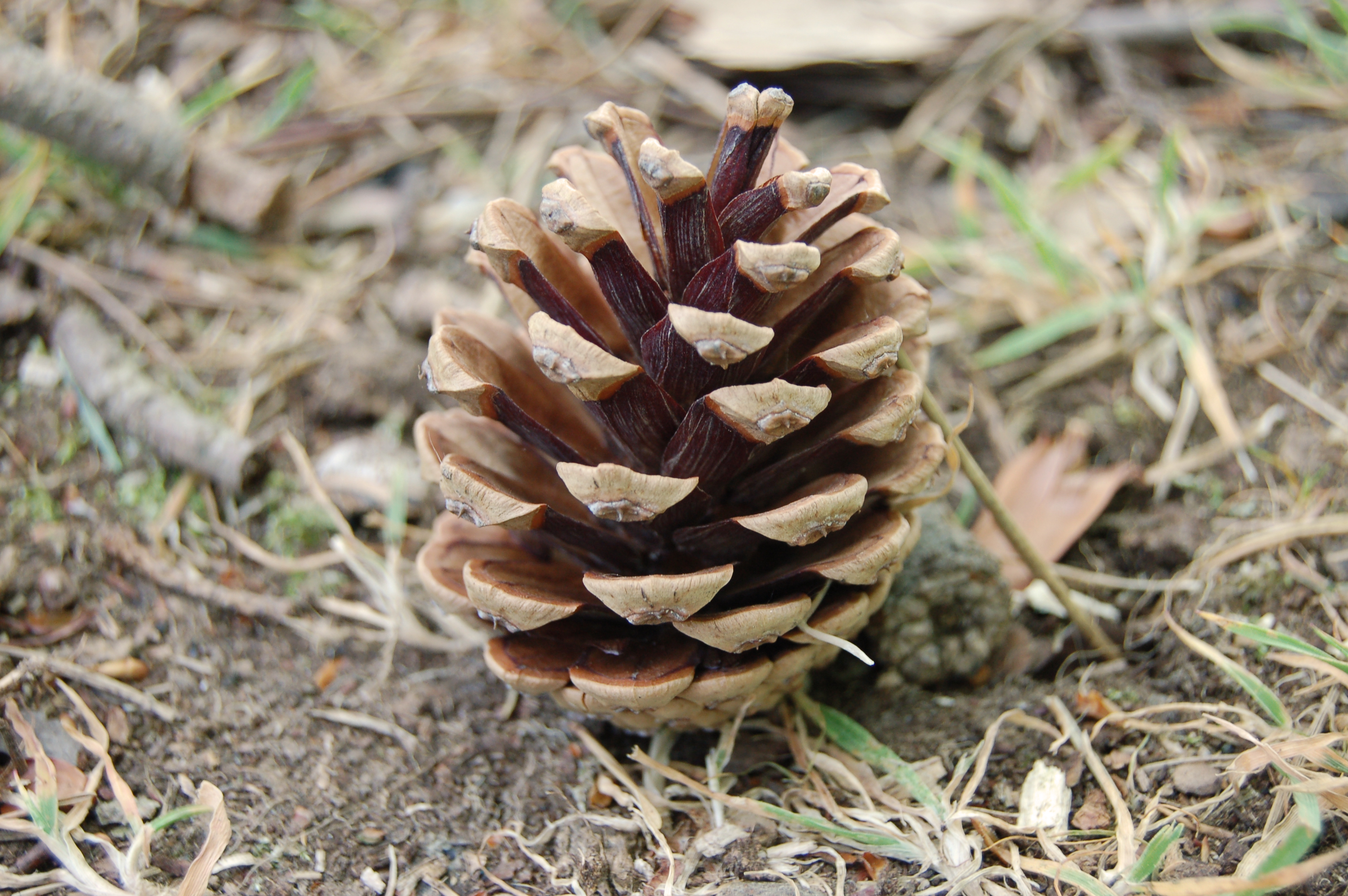
솔방울

솔방울(영어: pine cone)은 소나무과 소나무속 식물의 구과이며, 송실(松實) 또는 송자(松子) 라고도 한다.

## 개요
솔방울은 단단한 원뿔형 또는 난형으로, 종자를 포함한 종린(種鱗)과 그 아래쪽에 생기는 작은 돌기인 포린(苞鱗)으로 이루어진 비늘 모양의 과린(果鱗)이 나선 형태로 붙어있는 구조이다.
종자가 성숙하기까지 18개월에서 24개월이 걸리며, 성숙한 솔방울은 과린이 점차 벌어지며 종자를 방출한다. 방출된 종자는 바람을 타고 흩어지며, 솔방울은 가지에서 임상층으로 떨어진다.
또한 솔방울의 과린은 건조할 때 벌어지고 습할 때 닫히는 특성이 있어, 이를 통해 공기의 습도를 측정하여 산불 위험의 중요 지표로 사용되기도 한다.

## 같이 보기
- 소나무
- 구과 (열매)